# 雅德维加 (波兰女王)

女王聖雅德維加徽章

雅德维加（波蘭語：Jadwiga；1373年或1374年—1399年7月17日），是波兰国王和立陶宛公爵夫人（1384年起在位），出身于安茹-西西里王朝，死后被波兰天主教会封圣，称圣雅德维加（波蘭語：Święta Jadwiga）。
雅德維加為波蘭安茹-西西里王朝最後一位君主，為匈牙利和波蘭國王的拉約什一世的次女，母親為匈牙利王后伊麗莎白，其姐姐為匈牙利的瑪麗亞一世，由於父親死後無男性子嗣，所以雅德維加和其姐姐分別統治波蘭和匈牙利。
童年在匈牙利布達生活和受教育，在十歲左右時曾许婚給哈布斯堡王朝的幼年王子威廉。
雅德維加於1384年10月16日被格涅茲諾·博德贊塔大主教加冕為波蘭國王，並且準備與哈布斯堡王朝十四歲的威廉結婚，但波蘭貴族擔心女王會與奧地利大公國結成同盟而產生許多問題，於是貴族們決議派人與立陶宛大公國的雅蓋沃談判，他同意與14歲的女王結成婚姻並於1386年3月4日接受波蘭王位，是為瓦迪斯瓦夫二世，並且在克雷沃聯合中與波蘭結盟。
在雅蓋沃為了婚禮到達克拉科夫之前，雅德維加國王派遣她的一位騎士加維沙·奧倫施尼茨基去見她的未婚夫，以確定她未來的丈夫是個人類，因為她聽說雅蓋沃是一個像熊一樣的生物，殘忍而粗魯。雖然女王在見到雅蓋沃之前對他的印象不太好並有疑慮，婚禮還是在1386年3月4日，即雅蓋沃洗禮兩周後的日子舉行，而且雅蓋沃被大主教波讚塔加冕為國王瓦迪斯瓦夫。之後，雅德維加發現雅蓋沃是一位彬彬有禮且外貌乾淨的男子，波蘭人也發現他們的新統治者很有教養，並十分尊重基督教文化，也是一個老練的政治家和指揮官，他們的新國王是個健壯、眼睛黑而小且不安分、長著大耳朵的人，瓦迪斯瓦夫著裝謹慎，被認為是異常乾凈的人，他每天都清潔身體，刮胡子，從不抽煙，只喝純凈水。他的娛樂方式包括聽魯塞尼亞小提琴曲和打獵。一些中世紀編年史作者認為瓦迪斯瓦夫取得如此驚人的變化來自於他的昄依。
在和其丈夫在位期間多次向外擴張，大大擴張波蘭領土，收摩爾達維亞為藩屬，並且與條頓騎士團多次談判，雖然許多對外政治活動多由其丈夫領導，但女王依舊對內多次領導內政、藝文和慈善活動。
1399年6月22日女王生下了一個女兒，但女兒在同年7月13日不幸夭折，女王也在17日因悲痛加劇產後併發症病逝。其逝世正式宣告安茹王朝滅絕，其夫之後單獨統治波蘭直到逝世。